# Tămădău Mare, Călărași
Tămădău Mare (în trecut, Tămădău de Sus) este satul de reședință al comunei cu același nume din județul Călărași, Muntenia, România.